# Jozerand
Jozerand ou anciennement Joserand est une commune française, située dans le département du Puy-de-Dôme, en région Auvergne-Rhône-Alpes.

## Géographie

### Localisation
Jozerand est située au nord-ouest du département du Puy-de-Dôme. Six communes sont limitrophes :
| Saint-Hilaire-la-Croix | Champs    | Saint-Agoulin |
|                        | Jozerand  |               |
| Montcel                | Combronde | Artonne       |

### Climat
Pour des articles plus généraux, voir Climat d'Auvergne-Rhône-Alpes et Climat du Puy-de-Dôme.
En 2010, le climat de la commune est de type climat océanique dégradé des plaines du Centre et du Nord, selon une étude du Centre national de la recherche scientifique s'appuyant sur une série de données couvrant la période 1971-2000. En 2020, Météo-France publie une typologie des climats de la France métropolitaine dans laquelle la commune est exposée à un climat de montagne ou de marges de montagne et est dans la région climatique  Nord-est du Massif Central, caractérisée par une pluviométrie annuelle de 800 à 1 200 mm, bien répartie dans l’année. 
Pour la période 1971-2000, la température annuelle moyenne est de 10,5 °C, avec une amplitude thermique annuelle de 16,1 °C. Le cumul annuel moyen de précipitations est de 740 mm, avec 9,7 jours de précipitations en janvier et 7,1 jours en juillet. Pour la période 1991-2020, la température moyenne annuelle observée sur la station météorologique de Météo-France la plus proche, « Charmes_sapc », sur la commune de Charmes à 13 km à vol d'oiseau, est de 11,9 °C et le cumul annuel moyen de précipitations est de 675,4 mm,. Pour l'avenir, les paramètres climatiques de la commune estimés pour 2050 selon différents scénarios d'émission de gaz à effet de serre sont consultables sur un site dédié publié par Météo-France en novembre 2022.

### Milieux naturels et aménagements
Jozerand fait partie des Combrailles dans le Massif central.
L'altitude s'élève graduellement du sud vers le nord, de 360 m près de Villemorge, elle culmine à 550 m dans les bois au nord de la commune. Le territoire est entrecoupé par la vallée encaissée et boisée du Ruisseau des Coinches et de ses affluents, selon un axe nord-sud. De part et d'autre, les terres agricoles dominent. Le village principal est au centre, et de nombreux hameaux se répartissent sur le territoire communal. Un château se situe au sud-ouest du village.

## Urbanisme

### Typologie
Au 1er janvier 2024, Jozerand est catégorisée commune rurale à habitat dispersé, selon la nouvelle grille communale de densité à sept niveaux définie par l'Insee en 2022.
Elle est située hors unité urbaine. Par ailleurs la commune fait partie de l'aire d'attraction de Clermont-Ferrand, dont elle est une commune de la couronne,. Cette aire, qui regroupe 209 communes, est catégorisée dans les aires de 200 000 à moins de 700 000 habitants,.

### Occupation des sols
L'occupation des sols de la commune, telle qu'elle ressort de la base de données européenne d’occupation biophysique des sols Corine Land Cover (CLC), est marquée par l'importance des territoires agricoles (79 % en 2018), en diminution par rapport à 1990 (81,6 %). La répartition détaillée en 2018 est la suivante : prairies (36,1 %), terres arables (22,3 %), zones agricoles hétérogènes (20,7 %), forêts (14,6 %), milieux à végétation arbustive et/ou herbacée (3,8 %), zones urbanisées (2,6 %). L'évolution de l’occupation des sols de la commune et de ses infrastructures peut être observée sur les différentes représentations cartographiques du territoire : la carte de Cassini (XVIIIe siècle), la carte d'état-major (1820-1866) et les cartes ou photos aériennes de l'IGN pour la période actuelle (1950 à aujourd'hui).

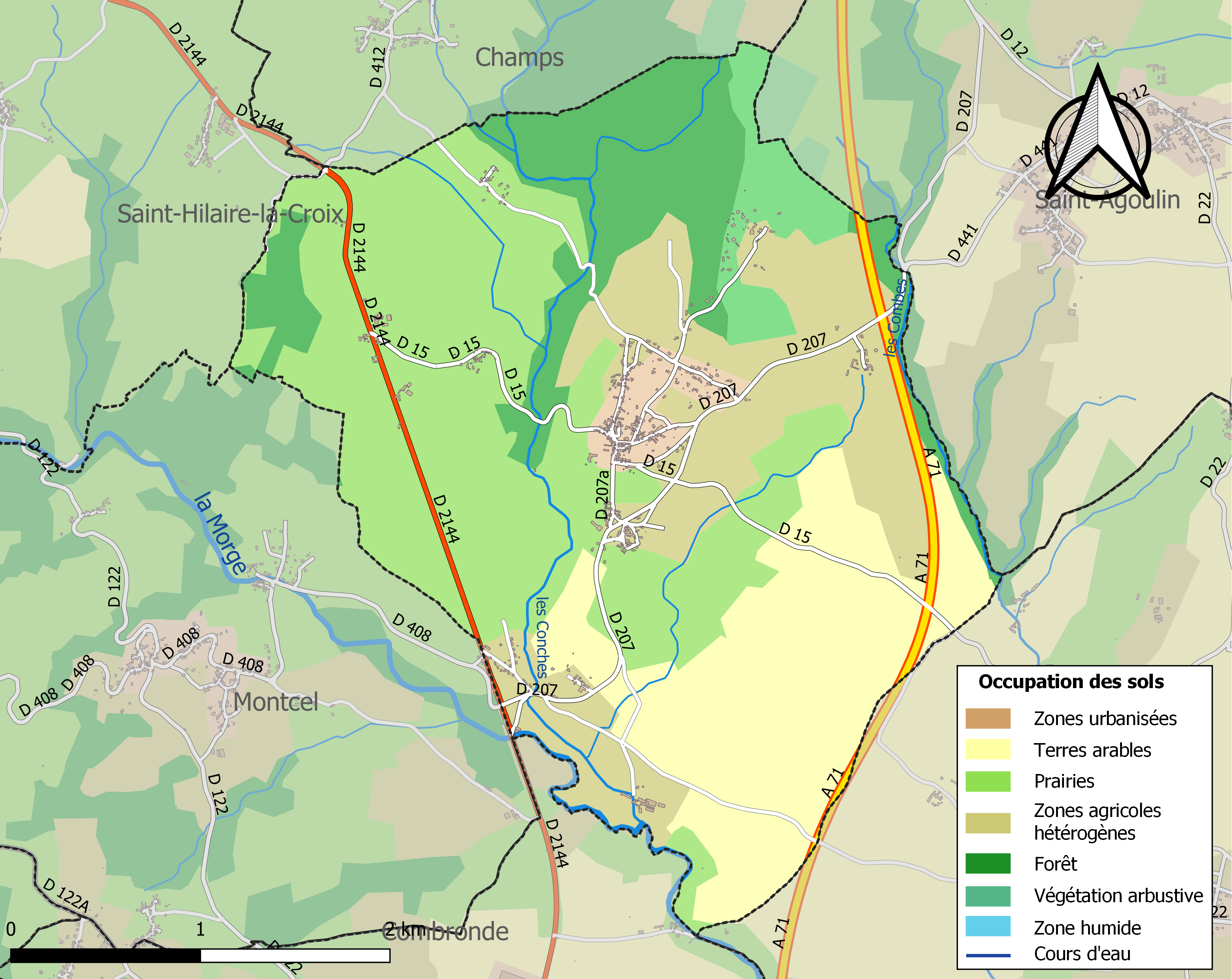
Carte des infrastructures et de l'occupation des sols de la commune en 2018 (CLC).

### Voies de communication et transports
La commune est traversée par les routes départementales 15 (vers Artonne au sud-est et la D 2144 au nord-ouest), 207 (vers Saint-Agoulin au nord-est) et 2144 (ancienne route nationale 144, axe Clermont-Ferrand – Montluçon), ainsi que par l'autoroute A71 à l'est du territoire communal.

## Toponymie
Jozerand s'orthographiait officiellement Joserand avant 2009. Sur la carte de Cassini au XVIIIe siècle, il est noté Joßerand (c'est-à-dire Josserand).

## Politique et administration

### Découpage territorial
La commune de Jozerand est membre de la communauté de communes Combrailles Sioule et Morge, un établissement public de coopération intercommunale (EPCI) à fiscalité propre créé le 1er janvier 2017 dont le siège est à Manzat. Ce dernier est par ailleurs membre d'autres groupements intercommunaux. Jusqu'en 2016, elle était membre de la communauté de communes des Côtes de Combrailles.
Sur le plan administratif, elle est rattachée à l'arrondissement de Riom, à la circonscription administrative de l'État du Puy-de-Dôme et à la région Auvergne-Rhône-Alpes. Jusqu'en mars 2015, elle faisait partie du canton de Combronde.
Sur le plan électoral, elle dépend du canton de Saint-Georges-de-Mons pour l'élection des conseillers départementaux, depuis le redécoupage cantonal de 2014 entré en vigueur en 2015, et de la deuxième circonscription du Puy-de-Dôme pour les élections législatives, depuis le dernier découpage électoral de 2010 (sixième circonscription avant 2010).

### Élections municipales et communautaires

#### Élections de 2020
Le conseil municipal de Jozerand, commune de moins de 1 000 habitants, est élu au scrutin majoritaire plurinominal à deux tours avec candidatures isolées ou groupées et possibilité de panachage. Compte tenu de la population communale, le nombre de sièges à pourvoir lors des élections municipales de 2020 est de 15. Sur les trente candidats en lice, huit sont élus dès le premier tour, le 15 mars 2020, avec un taux de participation de 77,26 %. Les sept conseillers restant à élire sont élus au second tour, qui se tient le 28 juin 2020 du fait de la pandémie de Covid-19, avec un taux de participation de 77,32 %.

#### Chronologie des maires
| Période                                  | Période                         | Identité         | Étiquette | Qualité  |
| ---------------------------------------- | ------------------------------- | ---------------- | --------- | -------- |
| Les données manquantes sont à compléter. |                                 |                  |           |          |
| 1995                                     | 2014                            | Daniel Chaneboux | PS        | Retraité |
| 2014 (réélu en 2020)                     | En cours (au 21 septembre 2021) | André Languille, |           | Retraité |

## Population et société

### Démographie
L'évolution du nombre d'habitants est connue à travers les recensements de la population effectués dans la commune depuis 1793. Pour les communes de moins de 10 000 habitants, une enquête de recensement portant sur toute la population est réalisée tous les cinq ans, les populations de référence des années intermédiaires étant quant à elles estimées par interpolation ou extrapolation. Pour la commune, le premier recensement exhaustif entrant dans le cadre du nouveau dispositif a été réalisé en 2004.

En 2022, la commune comptait 564 habitants, en évolution de +1,62 % par rapport à 2016 (Puy-de-Dôme : +2,1 %, France hors Mayotte : +2,11 %).
| 1793 | 1800 | 1806 | 1821 | 1831 | 1836 | 1841 | 1846 | 1851 |
| ---- | ---- | ---- | ---- | ---- | ---- | ---- | ---- | ---- |
| 445  | 411  | 445  | 482  | 480  | 518  | 595  | 595  | 591  |

| 1856 | 1861 | 1866 | 1872 | 1876 | 1881 | 1886 | 1891 | 1896 |
| ---- | ---- | ---- | ---- | ---- | ---- | ---- | ---- | ---- |
| 635  | 664  | 645  | 690  | 706  | 746  | 692  | 695  | 630  |

| 1901 | 1906 | 1911 | 1921 | 1926 | 1931 | 1936 | 1946 | 1954 |
| ---- | ---- | ---- | ---- | ---- | ---- | ---- | ---- | ---- |
| 658  | 613  | 558  | 468  | 405  | 396  | 366  | 333  | 306  |

| 1962 | 1968 | 1975 | 1982 | 1990 | 1999 | 2004 | 2006 | 2009 |
| ---- | ---- | ---- | ---- | ---- | ---- | ---- | ---- | ---- |
| 298  | 275  | 260  | 232  | 255  | 306  | 362  | 369  | 445  |

| 2014 | 2019 | 2022 | - | - | - | - | - | - |
| ---- | ---- | ---- | - | - | - | - | - | - |
| 532  | 551  | 564  | - | - | - | - | - | - |

### Manifestations culturelles et festivités
Tous les ans, à mi-mai, la fête du pain de Jozerand a lieu puis la fête de la cidrée des poilus le 11 novembre.

## Culture locale et patrimoine
Jozerand a obtenu le 2e prix au concours régional des villages fleuris d'Auvergne, dans la catégorie de moins de 500 habitants (en 2000).

### Lieux et monuments
- Château de Joserand[27]. D'abord demeure des seigneurs locaux, il passa au début du XIIIe siècle à la famille de Bourbon. D'autres familles se succédèrent jusqu'à ce qu'il soit acheté en 1845 par Amédée de Chabrol-Tournoël, neveu du préfet de la Seine Gaspard de Chabrol-Tournoël. Quelques bâtiments des XVe et XVIe siècles furent alors remodelés par l'architecte Duban afin de conférer à l'ensemble « un caractère pittoresque et monumental » dans le goût renaissance. Il s'agit d'un très bon exemple des réalisations historiciste du milieu du XIXe siècle[28]
- Église Saint-Christophe.